# Rue de l'Amiral-Mouchez (Wissous)
La rue de l'Amiral-Mouchez est une voie de communication de Wissous dans l'Essonne.

## Situation et accès

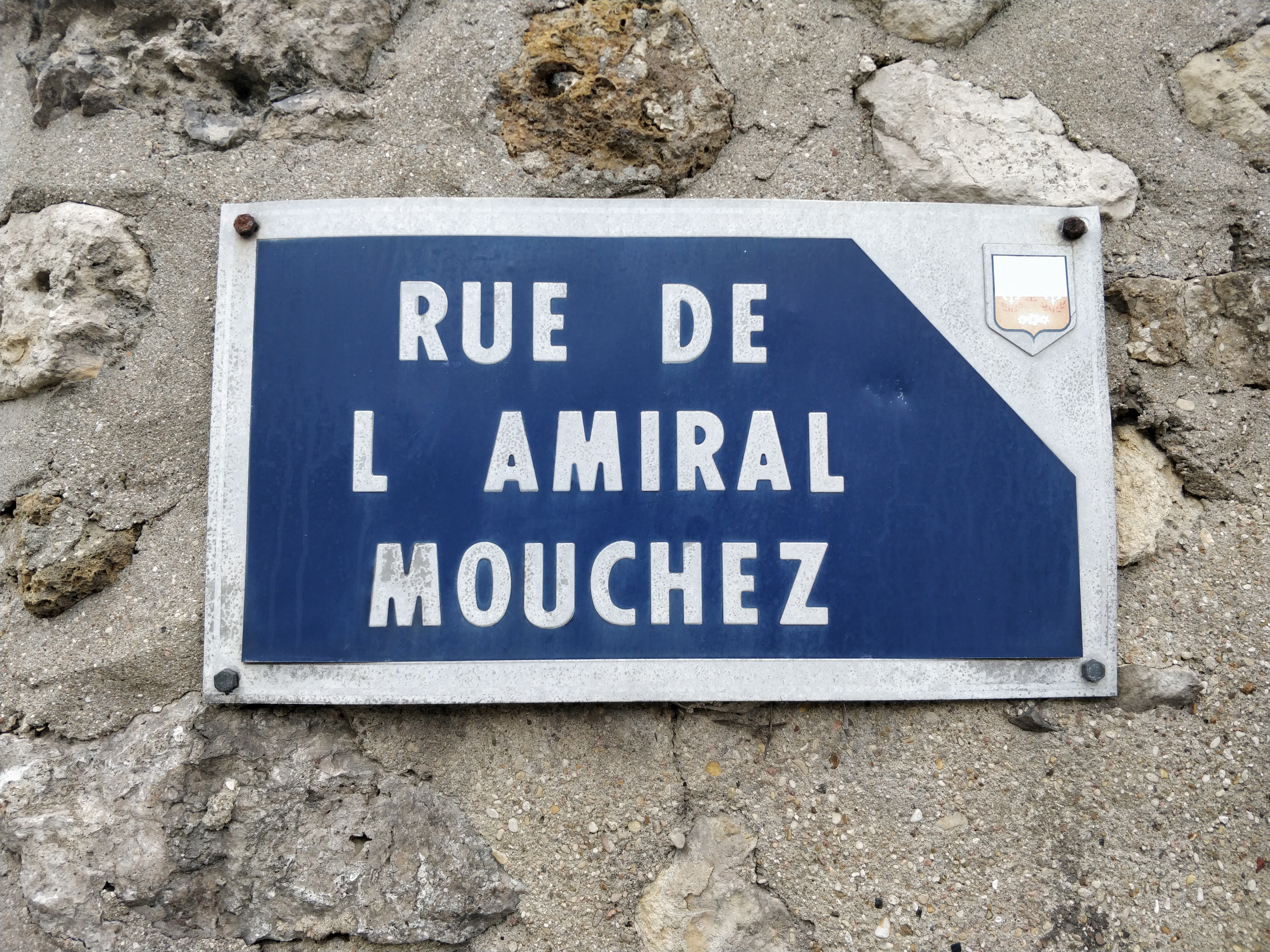
Plaque Rue de l'Amiral-Mouchez.

Orientée d'ouest en est, elle commence son tracé au carrefour de la rue du Docteur-Maurice-Ténine, passe le carrefour de la rue de la Division-Leclerc et de la rue du Général-de-Gressot et se termine au droit de la rue Guillaume-Bigourdan (anciennement rue Neuve).

## Origine du nom

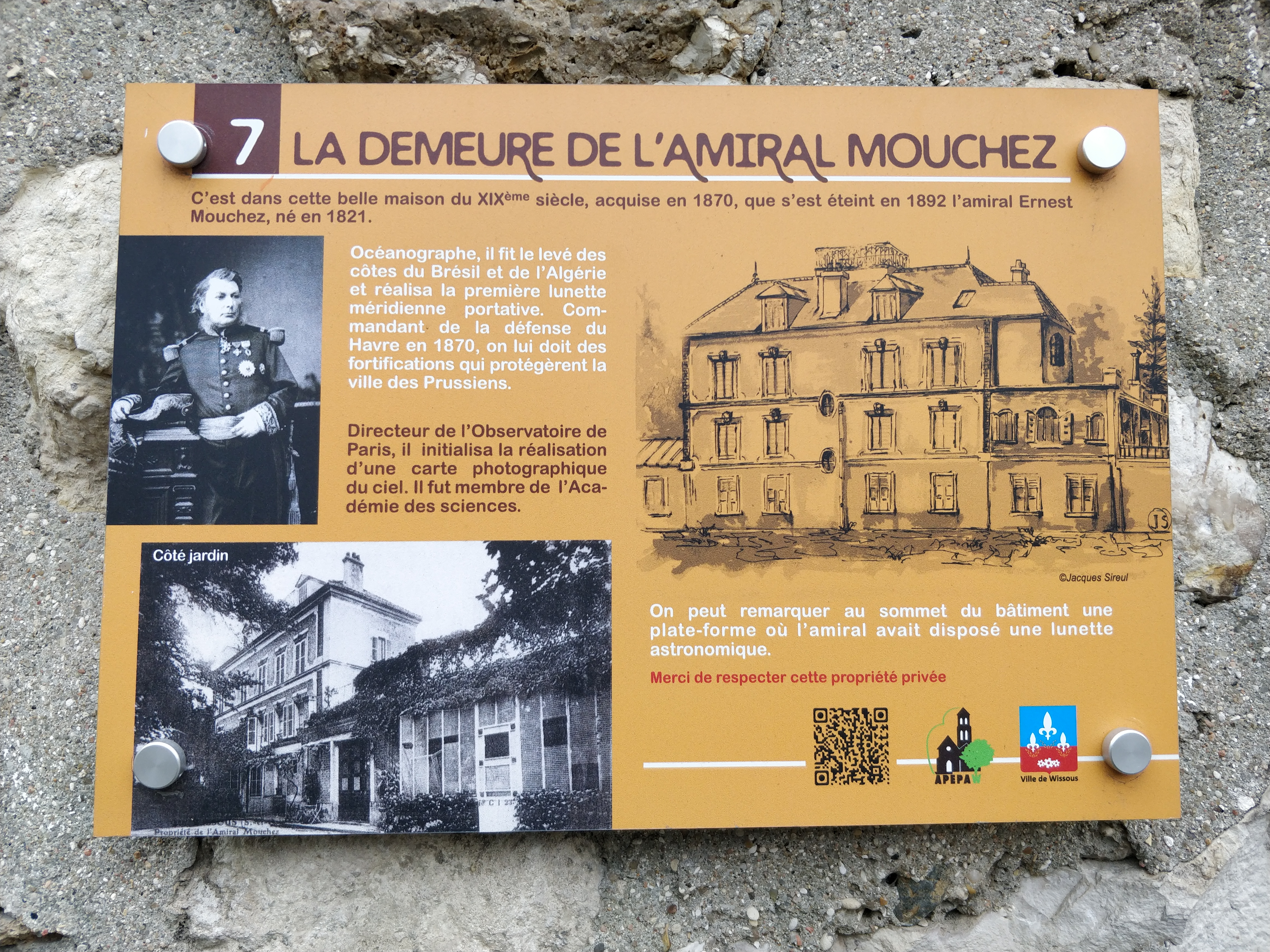
Plaque commémorative de l'amiral Mouchez, mars 2020.

Elle tient son nom de l'amiral Ernest Mouchez (1821-1892). Ce nom fut attribué sur décision du conseil municipal de Wissous décide le 13 novembre 1892, pour services rendus à la commune.

## Historique

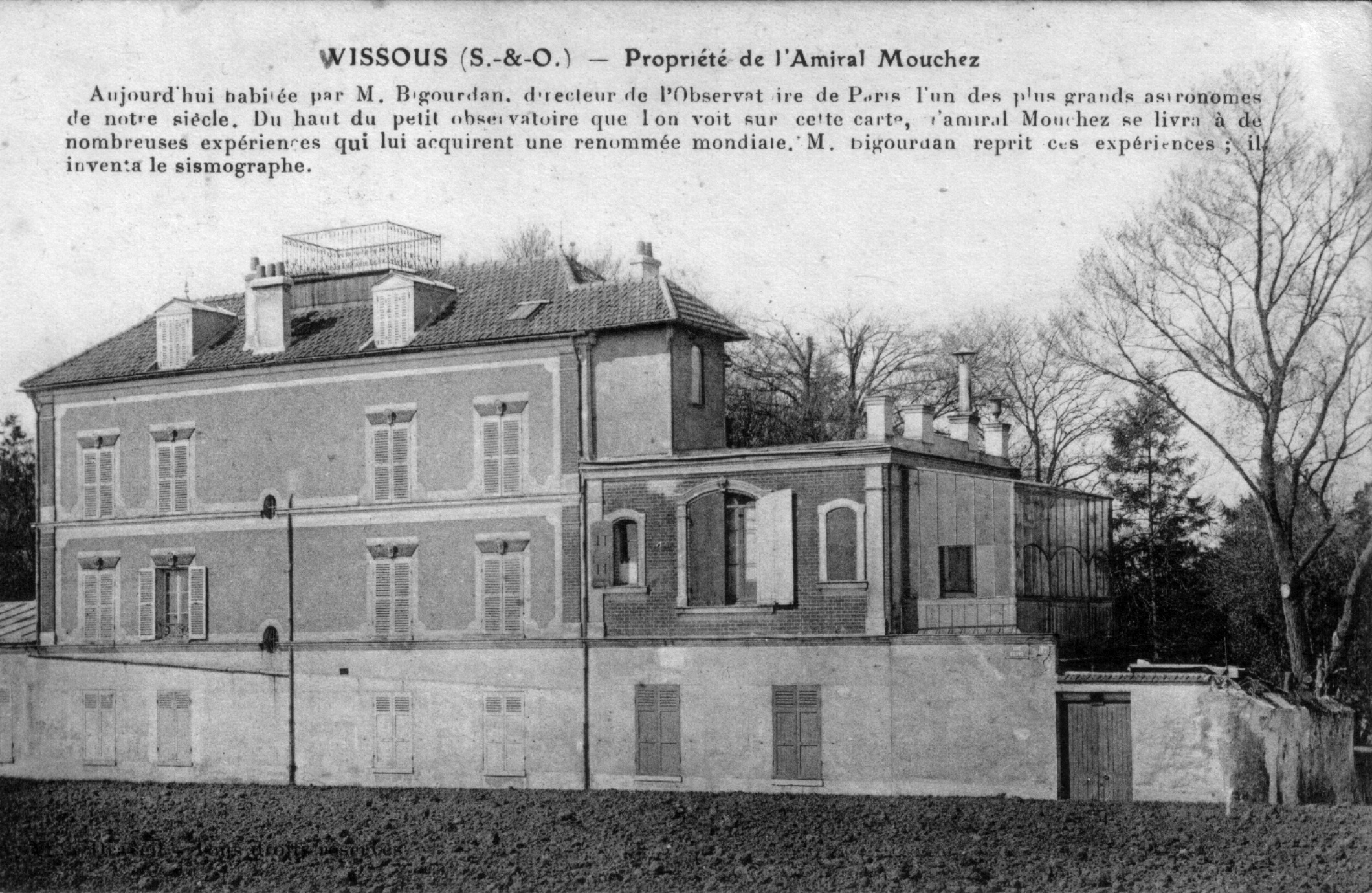
Propriété de l'amiral Mouchez.

L'amiral Mouchez fit en février 1883, un don de 2000 francs à la commune, afin d'améliorer cette rue qui porte aujourd'hui son nom.

## Bâtiments remarquables et lieux de mémoire

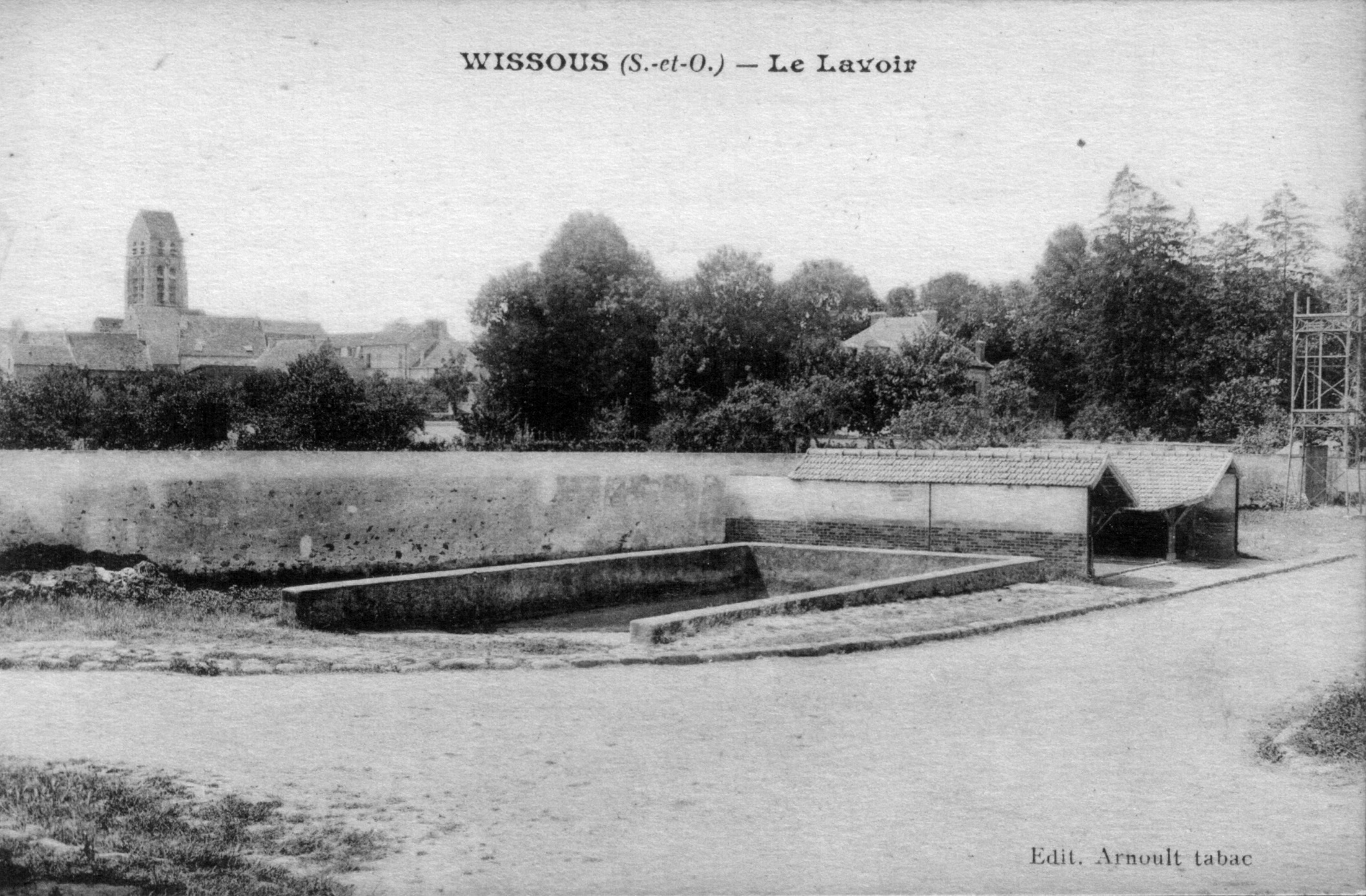
Wissous - Le lavoir.

- À l'angle de la rue Pelletier, emplacement de l'ancien lavoir communal[2], détruit dans les années 1970[3].
- Ancienne maison d'Ernest Mouchez[4], acquise le 24 juin 1870. Cette demeure sera saccagée pendant la guerre de 1870. Le 25 juin 2016, une plaque à sa mémoire est apposé sur le mur de la propriété.
- Domaine Les Étangs - Espace Arthur-Clark[5].
- Legs Dhommé, bâtisse datant du XVIIe siècle[6].